# Campionati italiani di società di atletica leggera 2023
I campionati italiani di società di atletica leggera 2023, anche abbreviati in CDS 2023 è stata la 90ª edizione dei CDS in Italia.

## Punteggi
- Nella fase di qualificazione si prendono per ogni società un massimo di 18 punteggi. I punteggi sono associati alle prestazioni degli atleti[1]

- Nella fase della Finale i punteggi sono attribuiti in base alla posizione di arrivo nei vari eventi. La squadra può utilizzare un massimo di 16 punteggi su 20 gare.

## Qualificazioni
Per qualificarsi alle finali nazionali del 10 e 11 giugno nelle varie sedi occorreva:

### Finale A "Oro"
- Sono ammesse alla Finale Oro società che stanno nelle prime 8 posizioni della classifica italiana.
- Sono ammesse alla Finale Oro dell’anno in corso previa conferma di almeno punti 15.000 per uomini e donne.

### Finale A "Argento"
Le società che nel 2022 si sono classificate dal 9º al 12º posto della Finale Oro, dal 5° all’8º posto della Finale Argento e ai primi 4 posti della Finale Bronzo, sono ammesse alla Finale Argento dell’anno in corso, previa conferma di almeno punti 14.300 per gli uomini e 14.000 per le donne.

### Finale A "Bronzo"
Le società che nel 2022 si sono classificate dal 9º al 12º posto della Finale Argento, dal 5° all’8º posto della Finale Bronzo e ai primi 4 posti della Finale B, sono ammesse alla Finale Bronzo dell’anno in corso, previa conferma di almeno punti 13.200 per gli uomini e 12.900 per le donne.

### Finale B "Centro-Nord/Centro-Sud"
Alle finali accedono 24 società, 12 squadre ciascuna e distribuite con criteri baricentrici, sono composte sulla base della classifica nazionale al termine della Fase di Qualificazione, con esclusione delle società già qualificate per le finali superiori. Accedono tutte le quadre che non sono rientrate nelle Finali A fino al 60º posto.

## Sedi
- Palermo, Finale A "Oro""
- Bergamo, Finale A "Argento"
- Pietrasanta, Finale A "Bronzo"
- Vittorio Veneto, Finale B "Centro-Nord"
- Agropoli, Finale B "Centro-Sud"

## Podio

### Uomini
| Pos.    | Atleta                     | Regione  | Punteggio |
| ------- | -------------------------- | -------- | --------- |
| Oro     | Atletica Firenze Marathon  | Toscana  | 169,5     |
| Argento | Studentesca Rieti          | Lazio    | 159       |
| Bronzo  | Enterprise Sport & Service | Campania | 153       |

### Donne
| Pos.    | Atleta                | Regione   | Punteggio |
| ------- | --------------------- | --------- | --------- |
| Oro     | Atletica Brescia 1950 | Lombardia | 186       |
| Argento | Bracco Atletica       | Lombardia | 154       |
| Bronzo  | Pro Patria Milano     | Lombardia | 149       |

## Situazione pre-gara

### Campioni in carica
I campioni in carica sono:
| Sesso  | Campione             | Squadra               |
| ------ | -------------------- | --------------------- |
| Uomini | Campioni d'Italia    | Athletic Club 96      |
| Donne  | Campionesse d'Italia | Atletica Brescia 1950 |

### La stagione
Prima di questa gara, gli atleti con le migliori tre prestazioni dell'anno erano:

### Uomini
| Pos. | Atleta                                    | Prestazione  |
| ---- | ----------------------------------------- | ------------ |
| 1    | Athletic Club 96                          | 16.678 punti |
| 2    | Associazione Sportiva La Fratellanza 1874 | 16.283 punti |
| 3    | Atletica Firenze Marathon                 | 16.246 punti |

### Donne
| Pos. | Atleta                | Prestazione  |
| ---- | --------------------- | ------------ |
| 1    | Atletica Brescia 1950 | 16.678 punti |
| 2    | Bracco Atletica       | 16.283 punti |
| 3    | Pro Patria Milano     | 16.246 punti |

## Risultati uomini

### Finale A Oro, Palermo
| Pos.    | Atleta                         | Regione               | Punteggio |
| ------- | ------------------------------ | --------------------- | --------- |
| Oro     | Atletica Firenze Marathon      | Toscana               | 169,5     |
| Argento | Studentesca Rieti              | Lazio                 | 159       |
| Bronzo  | Enterprise Sport & Service     | Campania              | 153       |
| 4º      | Gruppo Sportivo Avis Barletta  | Puglia                | 143       |
| 5º      | Athletic Club 96               | Trentino-Alto Adige   | 133       |
| 6º      | Atletica Biotekna              | Veneto                | 124       |
| 7º      | La Fratellanza                 | Emilia-Romagna        | 118       |
| 8º      | Pro Patria                     | Lombardia             | 110       |
| 9º      | CUS Palermo                    | Sicilia               | 109       |
| 10º     | Atletica Brugnera Friulintagli | Friuli-Venezia Giulia | 109       |
| 11º     | Pro Sesto Atletica             | Lombardia             | 105       |
| 12º     | Milone                         | Sicilia               | 86,5      |

### Finale A Argento, Bergamo
| Pos.    | Atleta             | Regione               | Punteggio |
| ------- | ------------------ | --------------------- | --------- |
| Oro     | Assindustra        | Veneto                | 187       |
| Argento | Atletica Vicentina | Veneto                | 181       |
| Bronzo  | Unicusano Livorno  | Toscana               | 168       |
|         | Trieste Atletica   | Friuli-Venezia Giulia | 162       |